# Confine tra Benin e Nigeria

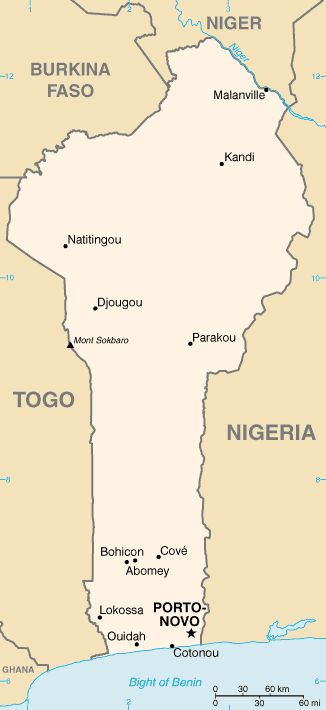
Mappa del Benin con i suoi confini.

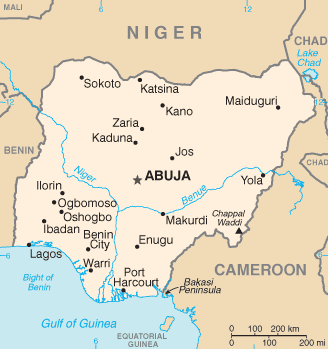
Mappa della Nigeria.

Il confine tra il Benin e la Nigeria descrive la linea di demarcazione tra questi due stati. Ha una lunghezza di 773 km.

## Caratteristiche
Il confine riguarda la parte orientale del Benin e quella occidentale della Nigeria. Ha un andamento generale da nord verso sud.
Inizia alla triplice frontiera tra Benin, Niger e Nigeria e termina sul golfo di Guinea.